# Lepidodactylus oortii
Lepidodactylus oortii es una especie de gecos de la familia Gekkonidae.

## Distribución geográfica
Es endémica de las islas de Banda, las islas Tanimbar y las Damar (Indonesia).